# Svenolof Karlsson
Svenolof Karlsson, född 28 december 1953 i Larsmo, är journalist och författare, verksam i framför allt Finland och Sverige.

## Biografi
Karlsson har skrivit eller redigerat omkring 55 böcker inom huvudsakligen områdena näringslivshistoria, ledarskap, energi, teknologiutveckling och äventyr till bergs och sjöss.
Karlsson har en bakgrund som journalist och var 1990–1996 publikationschef och redaktör för parlamentstrycket vid Nordiska rådets presidiesekretariat. 
Karlsson satt i styrelsen för Sveriges Författarförbund 2002–2009, var ordförande för Finska Akademien 2002–2010 och satt i styrelsen för Samfundet Sverige-Finland 2013–2019. Han  ingick i Kulturbryggans bedömargrupp åren 2011–2014.
År 2009 utkom boken Att förändra världen (Changing the world), som beskrev Ericssons roll i telekomutvecklingen. Boken skrevs i samarbete med Anders Lugn. Våren 2011 publicerades The Pioneers om Telias och Soneras pionjärskap inom telekom. Våren 2022 utkom Elsystemkrisen, som ställer frågan varför prestanda hos Sveriges elsystem försämrats sex år i rad.
Den finländska politikern och näringslivsprofilen Christoffer Taxell porträtteras i två av Karlssons böcker.
Han arbetade 2013–2015 som energijournalist på Dagens industri.